# RC4
RC4 је једна од најпопуларнијих проточних шифара. Користи се у популарним протоколима као што су: TLS (за заштиту интернет саобраћаја) и WEP (за заштиту бежичних мрежа). Иако је ова шифра популарна због своје једноставности и брзине, она поседује и неке недостатке због којих је њена употреба у новијим системима доведена у питање.
Почев од 2013. године, појавиле су се спекулације, да је RC4 шифру могуће разбити чак и када се користи у TLS протоколу, због чега је препорука Microsoft-a да се RC4 онемогући кад год је то могуће.

## Историја
је дизајнирао Роналд Ривест, 1987. године. Шифра је држана у тајности све до септембра 1994. године, када је њен изворни код анонимно постављен на Cypherpunks мејлинг листу. Убрзо је изворни код постављен и на sci.crypt дискусиону групу, одакле је пронашао пут до многих интернет сајтова.
Временом, RC4 је пронашао своју примену у протоколима попут TLS-а и WEP протокола.

## Опис алгоритма
генерише низ псеудо-случајних битова. Генерисани низ битова, назива се низ кључа (engl. keystream) и у комбинацији са отвореним текстом (engl. plaintext) даје шифровану поруку (engl. ciphertext). Шифровање(engl. encryption) се врши применом операције екслузивне дисјункције (XOR) на генерисани низ битова и отворени текст. Дешифровање (engl. decryption) се такође врши применом екслузивне дисјункције (коришћењем генерисаног низа битова и шифрованог текста), јер операција XOR на овако задатом скупу података представља инволуцију.
Генерисање низа битова, састоји се из два корака. Најпре се бира број n (обично се узима да је n=8). Затим се прави низ од 2 бројева, који представља идентичку пермутацију. У другом кораку, коришћењем кључа врши се премештање елемената почетног низа, чиме се добија низ , ,...,, који је пермутација скупа {0,1,...2-1}. 
Користећи алгоритам за генерисање псеудо-случајних бројева (engl. Pseudo-random generation algorithm), из добијене пермутације, добија се псеудо-случајни низ бројева, који представља низ кључа.
Алгоритам који од почетне(идентичке) пермутације, променом редоследа елемената, прави пермутацију из које се добија псеудо-случајни низ бројева, назива се key-scheduling алгоритмом.
Да би се формирао тражени низ (низ кључа), најпре се стави , за . Затим се од полазног кључа, формира низ од 2 n-торки битова, за које такође сматрамо да се налазе у интервалу од 0 до 2-1. Кључ се по потреби периодично понавља, све док не попуни низ: , ,...,. Применом RC4 алгоритма на овако изабран скуп података, добијамо низ кључа којим шифрујемо отворени текст.
Дужина кључа, који се користи за добијање пермутације, обично је између 40 и 256 бита.

### Приказалгоритма
Низ S се најпре иницијализује на идентичку пермутацију, а затим се чланови низа S премештају по принципу који наликује основном алгоритму за генерисање псеудо-случајних бројева. Алгоритам за генерисање псеудо-случајних бројева, ће бити приказан у свом изворном облику нешто касније, јер је и он део RC4 алгоритма.
```
for
 i=0 
to
 2
n
-1 
do
   
//generisanje identičke permutacije

    S[i] := i

endfor

 j := 0 
//inicijalizacija brojača

for
 i=0 
to
 2
n
-1 
do

    j:= j + S[i] + K[i] (mod 2
n
)
    zameni S[i] i S[j]

endfor
```

### Приказ алгоритма за генерисање псеудо-случајних бројева
```
 i:=0; j:=0  
//inicijalizacija brojača

for
 r=0 
to
 l-1 
do
  
//generisanje l slučajnih bitova

   i := i+1 (mod 2
n
)
   j := j+S[i] (mod 2
n
)
   zameni S[i] i S[j]
   t := S[i] + S[j](mod 2
n
)
   vrati S[t]  
//S[t] je deo pseudo-slučajnog niza bitova koji se koristi za šifrovanje

endfor
```

### Улога индексаиу приказаним алгоритмима
Улога индекса i је да обезбеди да се сваки члан низа S промени бар једном, док индекс j обезбеђује да се елементи мењају на случајан начин.

## Пример
За потребе приказа рада овог алгоритма, узећемо да је n=3, =12 и нека је наш кључ 011001100001101.
Како је n=3, низ којим је задат кључ делимо у групе од по 3 цифре: 011 001 100 001 101. Када се дати кључ преведе у декадни систем, његове вредности (респективно) су: 3, 1, 4, 1, 5. Како наш низ има 23=8 елемената, потребно је да кључ проширимо периодично до дужине 8 и на тај начин добијамо низ: 3, 1, 4, 1, 5, 3, 1, 4.
[, , , , , , , ] = [3, 1, 4, 1, 5, 3, 1, 4]
| i | j | t | St |   |   |   |   |   |   |   |   |
| - | - | - | -- | - | - | - | - | - | - | - | - |
|   | 0 |   |    | 0 | 1 | 2 | 3 | 4 | 5 | 6 | 7 |
| 0 | 3 |   |    | 3 | 1 | 2 | 0 | 4 | 5 | 6 | 7 |
| 1 | 5 |   |    | 3 | 5 | 2 | 0 | 4 | 1 | 6 | 7 |
| 2 | 3 |   |    | 3 | 5 | 0 | 2 | 4 | 1 | 6 | 7 |
| 3 | 6 |   |    | 3 | 5 | 0 | 6 | 4 | 1 | 2 | 7 |
| 4 | 7 |   |    | 3 | 5 | 0 | 6 | 7 | 1 | 2 | 4 |
| 5 | 3 |   |    | 3 | 5 | 0 | 1 | 7 | 6 | 2 | 4 |
| 6 | 6 |   |    | 3 | 5 | 0 | 1 | 7 | 6 | 2 | 4 |
| 7 | 6 |   |    | 3 | 5 | 0 | 1 | 7 | 6 | 4 | 2 |
| 0 | 0 |   |    | 3 | 5 | 0 | 1 | 7 | 6 | 4 | 2 |
| 1 | 5 | 3 | 1  | 3 | 6 | 0 | 1 | 7 | 5 | 4 | 2 |
| 2 | 5 | 5 | 0  | 3 | 6 | 5 | 1 | 7 | 0 | 4 | 2 |
| 3 | 6 | 5 | 0  | 3 | 6 | 5 | 4 | 7 | 0 | 1 | 2 |
| 4 | 5 | 7 | 2  | 3 | 6 | 5 | 4 | 0 | 7 | 1 | 2 |
| 5 | 4 | 7 | 2  | 3 | 6 | 5 | 4 | 7 | 0 | 1 | 2 |
| 6 | 5 | 1 | 6  | 3 | 6 | 5 | 4 | 7 | 1 | 0 | 2 |
| 7 | 7 | 4 | 7  | 3 | 6 | 5 | 4 | 7 | 1 | 0 | 2 |
| 0 | 2 | 0 | 5  | 5 | 6 | 3 | 4 | 7 | 1 | 0 | 2 |
| 1 | 0 | 3 | 4  | 6 | 5 | 3 | 4 | 7 | 1 | 0 | 2 |
| 2 | 3 | 7 | 2  | 6 | 5 | 4 | 3 | 7 | 1 | 0 | 2 |
| 3 | 6 | 3 | 0  | 6 | 5 | 4 | 0 | 7 | 1 | 3 | 2 |
| 4 | 5 | 0 | 6  | 6 | 5 | 4 | 0 | 1 | 7 | 3 | 2 |

Као резултат, добија се низ  чије су вредности елемената: 1, 0, 0, 2, 2, 6, 7, 5, 4, 2, 0, 6. Добијени низ бројева, представимо у бинарном облику (репрезентација са 3 бита): 001, 000, 000, 010, 010, 110, 111, 101, 100, 010, 000, 110.
Низ кључа, добија се спајањем добијених бинарних бројева (оним редом којим су наведени) и у овом случају је: 001000000010010110111101100010000110. Уз помоћ добијеног кључа и применом операције XOR, шифрује се бинарна репрезентација отвореног текста.

## Примене
- (опционо)
- енкрипција BitTorrent протокола
- (у модификованом облику)
- (опционо)

Код криптосистема означених са „(опционо)“, RC4 је једна од неколико шифара која се може користити на том систему.